# Martha Eitner
Martha Eitner (Pseudonym: Erich Norden, * 14. Februar 1851 in Kottwitz, Niederschlesien; † 8. September 1912 in Liegnitz) war eine deutsche Schriftstellerin, die auch unter den Pseudonymen Erich Norden und M. von Hanfeld publizierte.

## Leben
Martha Eitner war die Tochter eines Superintendenten. Ihr Vater erteilte ihr bis 1862 Hausunterricht; anschließend besuchte sie eine private Mädchenschule. 1864 kehrte sie zu ihren Eltern nach Winzig/Kreis Wohlau zurück, wo sie bis an ihr Lebensende lebte. Eitner bildete sich durch Selbststudium weiter. Ab 1878 veröffentlichte sie literarische Werke, zunächst in Zeitungen, ab 1883 auch in Buchform.
Maria Eitners produktives literarisches Werk besteht vorwiegend aus Erzählungen – häufig mit dem Weihnachtsfest als Hintergrund – die der protestantischen Erbauungsliteratur zuzurechnen sind und vereinzelt bis in die 1930er Jahre Neuauflagen erfuhren.

## Werke
- Saat und Ernte. Hirsch, Konstanz 1885.[1]
- Im Mai des Lebens. Bacmeister, Eisenach
  - 1. Die neue Mama, 1887
  - 2. Frau Milas Schützling, 1887
  - 3. König Thule, 1887.
- Im Schnee. Hirsch, Konstanz 1887.
- Sturm und Stille. Meidinger, Berlin 1888.
- Gib Smith, der Missionar. Evangelischer Schriftenverein, Karlsruhe 1888.
- Zu den Füßen des Kreuzes. Erszählungen fürs Volk. Christlicher Verein im nördlichen Deutschland, Eisleben 1889.
- Die Waise. Evangelischer Schriftenverein, Karlsruhe 1890.
- Elternherz und Kindesliebe. Erzählungen fürs Volk. Christlicher Verein im nördlichen Deutschland Eisleben 1891.
- Licht und Schatten. Flemming, Glogau 1891.
- Der alte Mann von Steinsbergen. Die Schloßfrau von Dorndorf. Zwei Erzählungen. Buchhandlung des Nassauischen Colportagevereins, Herborn 1893. (Beschreibung)
- Des Dorfes Liebling. Karlsruhe 1895.
- Berliner Mission im Njassa-Lande (Deutsch-Ostafrika). Berlin 1897. Neuedition (on demand) 2005.
- Die blonde Baronin. Eine Erzählung für junge Mädchen. Globus, Berlin 1898.
- Im Pfarrhaus zu Neuenrode. Eine Geschichte für die Jugend. Stroefer, Nürnberg 1898
- Johann Gottlob Weikert. Vereinsbuchhandlung, Liegnitz 1904. (Digitalisat)
- Der Sohn des Türmers. Christlicher Verein im nördlichen Deutschland, Eisleben 1904.
- Geiger-Leni. Pichler, Wien 1907.
- Aus dem Leben fürs Leben. Zillessen, Berlin 1908.
- Am deutschen Herd. Christlicher Verein im nördlichen Deutschland, Eisleben 1910.
- O lieb, so lang du lieben kannst!. Bischof & Klein, Lengerich i.W. 1913.
- Schwester Ruth. Christlicher Verein im nördlichen Deutschland, Eisleben 1913.